# Alfred Thörne

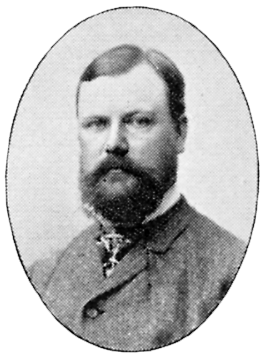
Alfred Thörne, Foto aus einem historischen Lexikon

Sven Alfred Thörne (* 24. April 1850 in Horn, Östergötland, Schweden; † 15. März 1916 in Stockholm) war ein schwedischer Landschafts-, Genre- und Porträtmaler.

## Leben
Alfred Thörne studierte Malerei an der Kunstakademie Stockholm, wo er Schüler von Per Daniel Holm war. Für das Gemälde Sommarmorgon (Sommermorgen) erhielt er 1880 eine königliche Medaille. 1881 wurde er als agré in die Königliche Akademie der Schönen Künste aufgenommen. Mittels eines Reisestipendiums, das er 1884 erhalten hatte, reiste er durch Deutschland, Belgien, Frankreich und Italien. Zwischen 1884 und 1886 hielt er sich in Düsseldorf auf, um die Malerei der Düsseldorfer Schule kennenzulernen. Auch in München hielt er sich auf. In Schweden wirkte er hauptsächlich als Landschaftsmaler, außerdem malte er Genremotive und Porträts. Seinen Lebensunterhalt bestritt er ferner als Kunstlehrer.

## Werke (Auswahl)
- Sommarmorgon (Sommermorgen), 1880

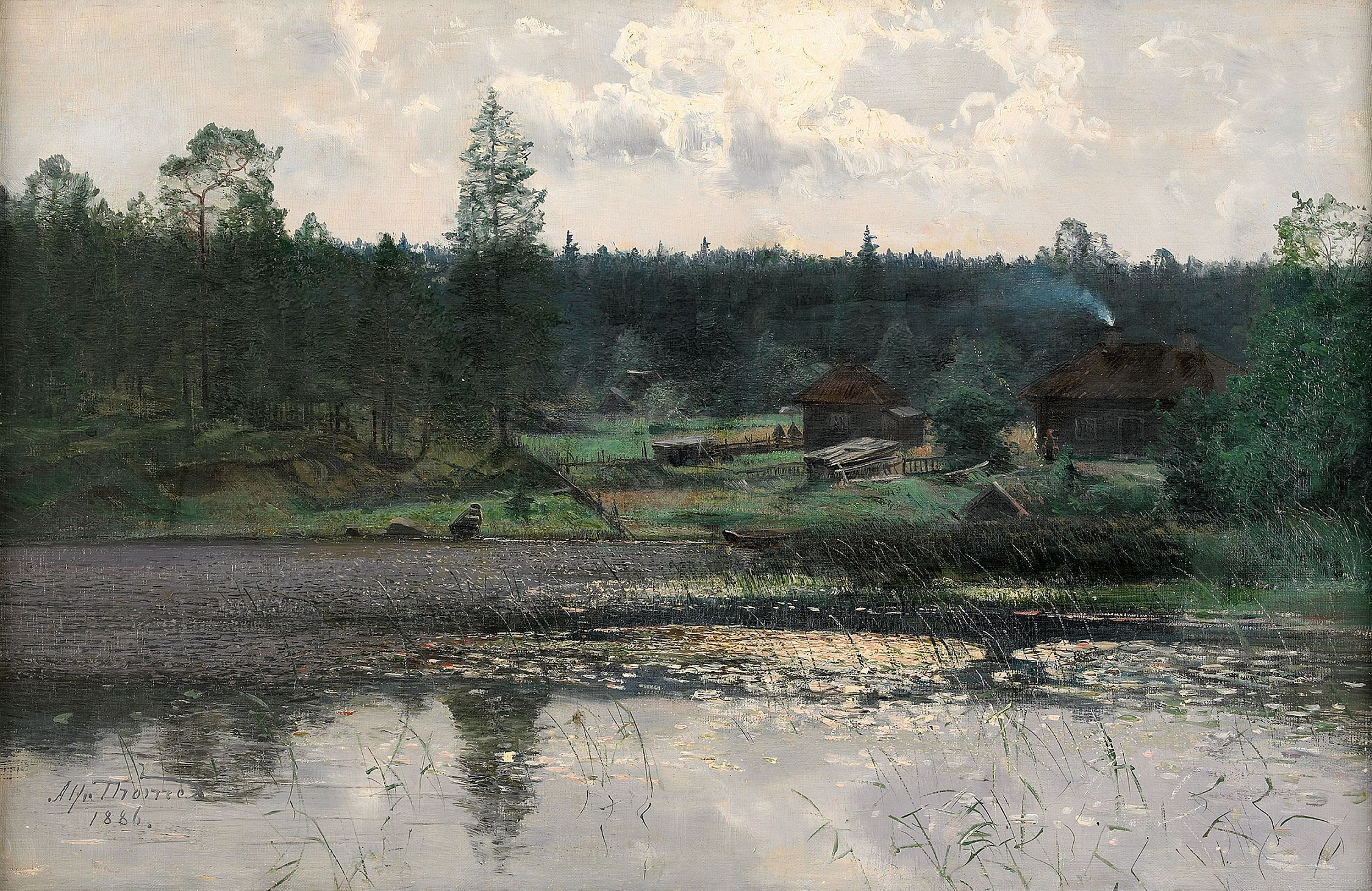
Insjölandskap med gård (Landschaft im Binnenland mit Bauernhof), 1886

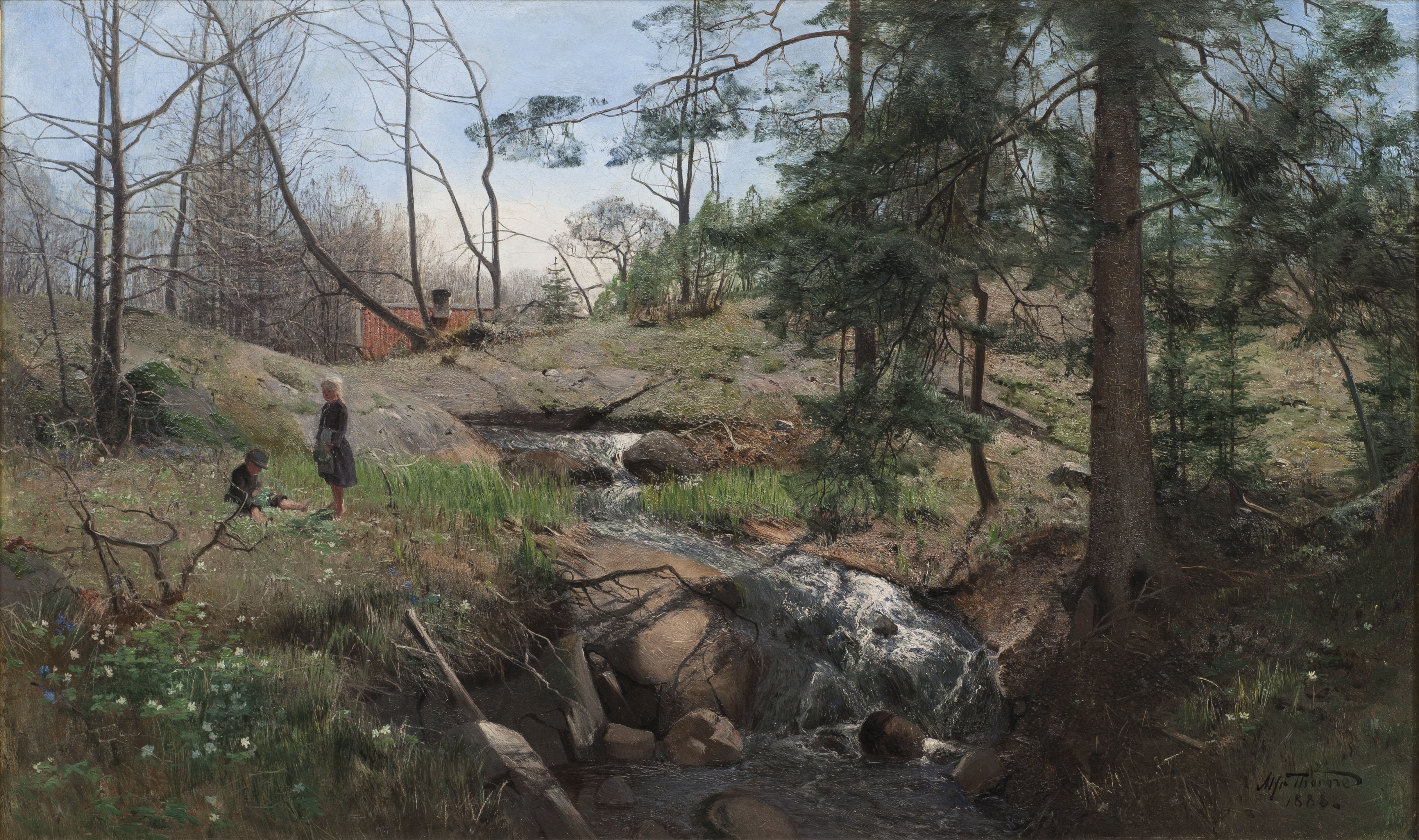
Frühjahr auf dem Lande, 1888

- Insjölandskap med gård (Landschaft im Binnenland mit Bauernhof), 1886
- Vårmorgon (Frühjahr auf dem Lande), 1888, Schwedisches Nationalmuseum